# American Music Award for Favorite Soul/R&B Male Artist
Die American Music Awards in der Kategorie Favorite Soul/R&B Male Artist wurden seit 1974 verliehen. Die meisten Preise erhielt Luther Vandross, der den Award sieben Mal innerhalb von drei Jahrzehnten verliehen bekam. Am häufigsten nominiert wurde Chris Brown, der den Award bei 12 Nominierungen jedoch nur drei Mal gewinnen konnte.

## Übersicht

### 1970er
| Jahr | Künstler          | Ref |
| ---- | ----------------- | --- |
| 1974 | Stevie Wonder     |     |
| 1974 | James Brown       |     |
| 1974 | Al Green          |     |
| 1975 | Stevie Wonder     |     |
| 1975 | James Brown       |     |
| 1975 | Barry White       |     |
| 1976 | Barry White       |     |
| 1976 | James Brown       |     |
| 1976 | Smokey Robinson   |     |
| 1977 | Stevie Wonder     |     |
| 1977 | Marvin Gaye       |     |
| 1977 | Lou Rawls         |     |
| 1978 | Stevie Wonder     |     |
| 1978 | George Benson     |     |
| 1978 | Barry White       |     |
| 1979 | Teddy Pendergrass |     |
| 1979 | Lou Rawls         |     |
| 1979 | Johnny Mathis     |     |

### 1980er
| Jahr | Künstler          | Ref |
| ---- | ----------------- | --- |
| 1980 | Michael Jackson   |     |
| 1980 | Rick James        |     |
| 1980 | Teddy Pendergrass |     |
| 1981 | Michael Jackson   |     |
| 1981 | George Benson     |     |
| 1981 | Teddy Pendergrass |     |
| 1982 | Stevie Wonder     |     |
| 1982 | Larry Graham      |     |
| 1982 | Rick James        |     |
| 1982 | Smokey Robinson   |     |
| 1983 | Lionel Richie     |     |
| 1983 | Rick James        |     |
| 1983 | Stevie Wonder     |     |
| 1984 | Michael Jackson   |     |
| 1984 | Rick James        |     |
| 1984 | Prince            |     |
| 1984 | Lionel Richie     |     |
| 1985 | Lionel Richie     |     |
| 1985 | Michael Jackson   |     |
| 1985 | Prince            |     |
| 1986 | Stevie Wonder     |     |
| 1986 | Prince            |     |
| 1986 | Luther Vandross   |     |
| 1987 | Lionel Richie     |     |
| 1987 | Freddie Jackson   |     |
| 1987 | Billy Ocean       |     |
| 1987 | Stevie Wonder     |     |
| 1988 | Luther Vandross   |     |
| 1988 | LL Cool J         |     |
| 1988 | Smokey Robinson   |     |
| 1989 | George Michael    |     |
| 1989 | Bobby Brown       |     |
| 1989 | Michael Jackson   |     |

### 1990er
| Jahr | Künstler        | Ref   |
| ---- | --------------- | ----- |
| 1990 | Luther Vandross | [ 1 ] |
| 1990 | Bobby Brown     | [ 1 ] |
| 1990 | Prince          | [ 1 ] |
| 1991 | MC Hammer       | [ 2 ] |
| 1991 | Quincy Jones    | [ 2 ] |
| 1991 | Keith Sweat     | [ 2 ] |
| 1992 | Luther Vandross |       |
| 1992 | LL Cool J       |       |
| 1992 | Prince          |       |
| 1993 | Bobby Brown     | [ 3 ] |
| 1993 | Tevin Campbell  | [ 3 ] |
| 1993 | Michael Jackson | [ 3 ] |
| 1993 | Gerald Levert   | [ 3 ] |
| 1994 | Luther Vandross |       |
| 1994 | Babyface        |       |
| 1994 | Bobby Brown     |       |
| 1994 | Michael Jackson |       |
| 1995 | Babyface        | [ 4 ] |
| 1995 | Tevin Campbell  | [ 4 ] |
| 1995 | Prince          | [ 4 ] |
| 1996 | Luther Vandross | [ 5 ] |
| 1996 | Michael Jackson | [ 5 ] |
| 1996 | Barry White     | [ 5 ] |
| 1997 | Keith Sweat     | [ 6 ] |
| 1997 | D’Angelo        | [ 6 ] |
| 1997 | R. Kelly        | [ 6 ] |
| 1998 | Babyface        | [ 7 ] |
| 1998 | Puff Daddy      | [ 7 ] |
| 1998 | Keith Sweat     | [ 7 ] |
| 1999 | Will Smith      |       |
| 1999 | Mase            |       |
| 1999 | Brian McKnight  |       |

### 2000er
| Jahr        | Künstler        | Ref    |
| ----------- | --------------- | ------ |
| 2000        | R.Kelly         | [ 8 ]  |
| 2000        | Ginuwine        | [ 8 ]  |
| 2000        | Busta Rhymes    | [ 8 ]  |
| 2001        | Brian McKnight  |        |
| 2001        | D’Angelo        |        |
| 2001        | Sisqó           |        |
| 2002        | Luther Vandross |        |
| 2002        | Ginuwine        |        |
| 2002        | R. Kelly        |        |
| 2003 (Jan.) | Eminem          | [ 9 ]  |
| 2003 (Jan.) | Ja Rule         | [ 9 ]  |
| 2003 (Jan.) | Nelly           | [ 9 ]  |
| 2003 (Nov.) | Luther Vandross | [ 10 ] |
| 2003 (Nov.) | Ginuwine        | [ 10 ] |
| 2003 (Nov.) | Jaheim          | [ 10 ] |
| 2003 (Nov.) | R. Kelly        | [ 10 ] |
| 2004        | Usher           | [ 11 ] |
| 2004        | R. Kelly        | [ 11 ] |
| 2004        | Prince          | [ 11 ] |
| 2004        | Ruben Stubbard  | [ 11 ] |
| 2005        | R. Kelly        | [ 12 ] |
| 2005        | John Legend     | [ 12 ] |
| 2005        | Omarion         | [ 12 ] |
| 2006        | Jamie Foxx      | [ 13 ] |
| 2006        | Chris Brown     | [ 13 ] |
| 2006        | Ne-Yo           | [ 13 ] |
| 2007        | Akon            | [ 14 ] |
| 2007        | Ne-Yo           | [ 14 ] |
| 2007        | T-Pain          | [ 14 ] |
| 2008        | Chris Brown     | [ 15 ] |
| 2008        | J. Holiday      | [ 15 ] |
| 2008        | Usher           | [ 15 ] |
| 2009        | Michael Jackson | [ 16 ] |
| 2009        | Jamie Foxx      | [ 16 ] |
| 2009        | Maxwell         | [ 16 ] |

### 2010er
| Jahr | Künstler          | Ref    |
| ---- | ----------------- | ------ |
| 2010 | Usher             | [ 17 ] |
| 2010 | Chris Brown       | [ 17 ] |
| 2010 | Trey Songz        | [ 17 ] |
| 2011 | Usher             | [ 18 ] |
| 2011 | Chris Brown       | [ 18 ] |
| 2011 | Trey Songz        | [ 18 ] |
| 2012 | Usher             | [ 19 ] |
| 2012 | Chris Brown       | [ 19 ] |
| 2012 | Trey Songz        | [ 19 ] |
| 2013 | Justin Timberlake | [ 20 ] |
| 2013 | Miguel            | [ 20 ] |
| 2013 | Robin Thicke      | [ 20 ] |
| 2014 | John Legend       | [ 21 ] |
| 2014 | Chris Brown       | [ 21 ] |
| 2014 | Pharrell Williams | [ 21 ] |
| 2015 | The Weeknd        | [ 22 ] |
| 2015 | Chris Brown       | [ 22 ] |
| 2015 | Trey Songz        | [ 22 ] |
| 2016 | Chris Brown       | [ 23 ] |
| 2016 | Bryson Tiller     | [ 23 ] |
| 2016 | The Weeknd        | [ 23 ] |
| 2017 | Bruno Mars        | [ 24 ] |
| 2017 | Childish Gambino  | [ 24 ] |
| 2017 | The Weeknd        | [ 24 ] |
| 2018 | Khalid            | [ 25 ] |
| 2018 | Bruno Mars        | [ 25 ] |
| 2018 | The Weeknd        | [ 25 ] |
| 2019 | Bruno Mars        | [ 26 ] |
| 2019 | Chris Brown       | [ 26 ] |
| 2019 | Khalid            | [ 26 ] |

### 2020er
| Jahr | Künstler     | Ref    |
| ---- | ------------ | ------ |
| 2020 | The Weeknd   | [ 27 ] |
| 2020 | Chris Brown  | [ 27 ] |
| 2020 | John Legend  | [ 27 ] |
| 2021 | The Weeknd   | [ 28 ] |
| 2021 | Chris Brown  | [ 28 ] |
| 2021 | Giveon       | [ 28 ] |
| 2021 | Tank         | [ 28 ] |
| 2021 | Usher        | [ 28 ] |
| 2022 | Chris Brown  | [ 29 ] |
| 2022 | Brent Faiyaz | [ 29 ] |
| 2022 | Giveon       | [ 29 ] |
| 2022 | Lucky Daye   | [ 29 ] |
| 2022 | The Weeknd   | [ 29 ] |

## Mehrfachsieger
7 Awards
- Luther Vandross

8 Awards
- Stevie Wonder

4 Awards
- Michael Jackson
- Usher

3 Awards
- Chris Brown
- Lionel Richie
- The Weeknd

2 Awards
- Babyface
- Bruno Mars
- R. Kelly

### Mehrfachnominierte
12 Nominierungen
- Chris Brown

9 Nominierungen
- Michael Jackson

8 Nominierungen
- Luther Vandross
- Stevie Wonder

7 Nominierungen
- Prince
- The Weeknd

6 Nominierungen
- R. Kelly
- Usher

4 Nominierungen
- Bobby Brown
- Trey Songz
- Barry White

3 Nominierungen
- Babyface
- James Brown
- Ginuwine
- Rick James
- John Legend
- Bruno Mars
- Teddy Pendergrass
- Smokey Robinson
- Keith Sweat

2 Nominierungen
- George Benson
- Tevin Campbell
- D’Angelo
- Jamie Foxx
- Giveon
- Khalid
- Brian McKnight
- Ne-Yo
- Lou Rawls